# Radhanitas

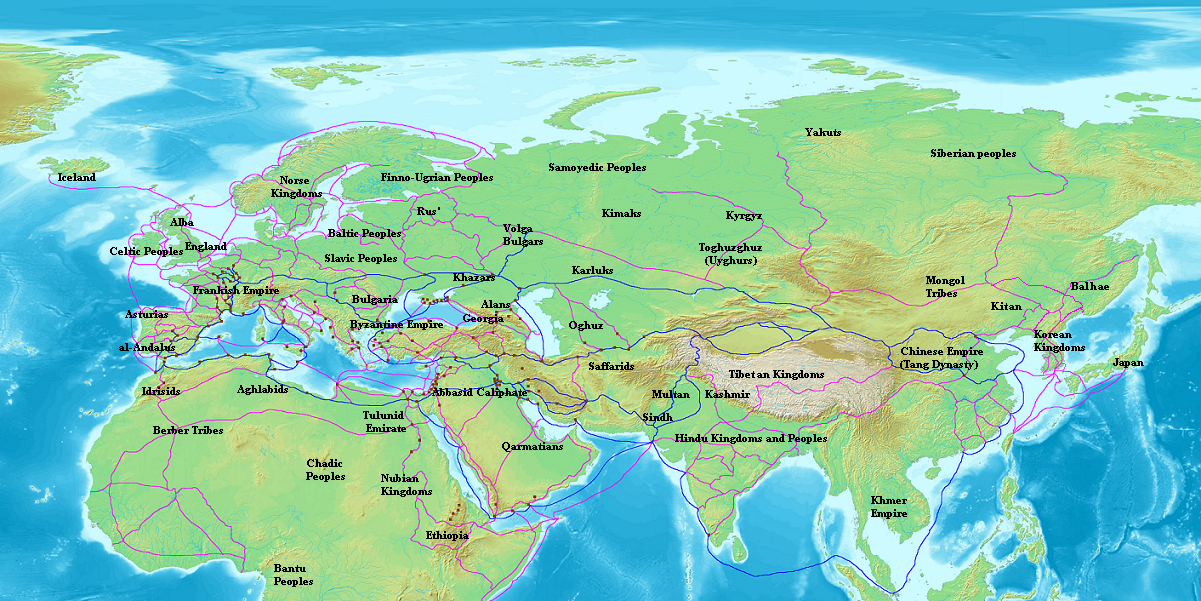
Mapa que muestra la red comercial de los radhanitas (en azul), ca. 870, según se informa en el Libro de las rutas y de los reinos de ibn Khordadbeh. (En morado, otras rutas comerciales de la época.)

Los radhanitas o radanitas (en hebreo, רדהני / radhani (singular) ou רדהנים / radhanim (plural); en árabe, الرذنية / Ar-Raḏaniyya) eran comerciantes judíos de la Edad Media. Dominaron el comercio entre el mundo cristiano y el musulmán entre 600 y 1000 d. C. Las rutas comerciales abiertas bajo el Imperio romano siguieron siendo utilizadas durante este período en gran parte gracias a los esfuerzos de estos mercaderes. Su red comercial cubría la mayor parte de Europa, África del Norte, el Cercano Oriente, Asia central y una parte de la India y de China. Se desconoce si el término, que es usado únicamente por algunas fuentes directas, se refiere a una corporación específica, a una casta o si se trataba de un término genérico para designar a los comerciantes judíos que practicaban el comercio transeuroasiático[cita requerida].

## Origen de los radhanitas
Varias etimologías han sido sugeridas para la palabra radhanita y para el origen de estos comerciantes judíos: la primera, más antigua, considera que los radhanitas eran descendientes de los judíos instalados en Francia durante la Antigüedad, mientras que los defensores de la segunda sostenían que el centro de su actividad se encontraba en el Oriente (Irak o Persia).

## Fin de los radhanitas
Estos judíos, que habían amasado sus fortunas en la era de los radhanitas, con el comercio de especias transeuroasiático entre el mundo cristiano y el musulmán desde de la era cristiana, con el caos generalizado en Eurasia por la caída de la dinastía Tang en 908, el colapso del estado jázaro a manos de los rus unos sesenta años más tarde y el surgimiento de los estados expansionistas turco-persas de la dinastía selyúcida (1040-1118) no pudieron seguir con el comercio de la ruta de la seda y se dedicaron a la banca.